# Leucochrysa (Nodita) lenora
Leucochrysa (Nodita) lenora is een insect uit de familie van de gaasvliegen (Chrysopidae), die tot de orde netvleugeligen (Neuroptera) behoort. 
Leucochrysa (Nodita) lenora is voor het eerst wetenschappelijk beschreven door Banks in 1944.